# 凱多可地區公園
凱多可地區公園（英語：Kaitoke Regional Park）是紐西蘭威靈頓地區境內的地區公園，位在威靈頓市以北，距上哈特市有12公里。在該公園內有著將近2500公頃的森林。
凱多可地區公園也是《魔戒電影三部曲》中精靈王國瑞文戴爾的取景地。

## 外部連結
- 威靈頓地區議會（英文）